# Отрубнево (Кашинский район)
Отрубнево — деревня Кашинского района Тверской области. До 2018 года входила в состав Верхнетроицкого сельского поселения.
Расположено на реке Мурмышка в 30 километрах к западу от районного центра Кашин, в 5 км от деревни Верхняя Троица.
| 2010 |
| ---- |
| 1    |

## История
По данным 1859 года Отрубнево — владельческая деревня, 21 двор, 199 жителей. Во второй половине XIX — начале XX века деревня относилась Славковской волости Кашинского уезда Тверской губернии. В 1889 году в ней 38 дворов, 255 жителей, многие мужчины деревни уходят на заработки в СПб. 
Перед ВОВ в деревне насчитывалось более полусотни домов.
В 1980-х, 1990-х Отрубнево относилось к совхозу (затем СПК) «Верхнетроицкий».
В 1997 году в деревне 11 хозяйств, 15 жителей. По переписи 2002 года — 15 жителей (5 мужчин и 10 женщин).
По воспоминаниям местных жителей, во времена социализма деревня имела школу (её фундамент можно обнаружить в лесу близ деревни), конюшню, ферму, клуб самодеятельности. Помимо развалин общественных зданий имеются порядка 20 заброшенных домов.

## Известные люди
В деревне родился Иван Михайлович Чистяков (1900—1979) — генерал-полковник, Герой Советского Союза (1944).
В «Книге памяти погибшим в ВОВ» (хранится в Верхнетроицком школьном музее) есть упоминания об отрубневцах, погибших на фронт.